# Жванецки замък
Жванецкият замък е средновековна сграда, разположена на брега на Днестър между Каменец и Хотин в село Жванец, Каменец Подолски район на Хмелницка област. Построен през XV век, той е бил преустройван няколко пъти през 16 – 17 век. Силно разрушен през 20 век.

## История
Първите отбранителни съоръжения на мястото на замъка са положени през 15 век. През 16 век укрепленията са преустроени в петоъгълен замък. В началото на 17 век те са модернизирани с добавяне на каменно-земни укрепления покрай стените от страната на двора, със съдействието на старостата Валентин-Олександър Калиновски. Под валовете са оборудвани каменни каземати.
Жванецкият замък не е бил обект на обстойно научно изследване.

## Структура
Северната петоъгълна кула е по-добре запазена. Четирите ѝ страни, всяка с дължина 9 м, стоят на стръмен склон, петата, дълга 7,5 м, е обърната към двора. Дебелината на стените на първото ниво е 2 м. Всяко ниво има свои собствени входове. Бойниците на двете долни нива са с правоъгълни отвори.

## Галерия
- Жванецкият замък, худ. Наполеон Орда. 1876 г.
- Планът на замъка, худ. Наполеон Орда. 1876 г.
- Жванецкият замък, худ. Наполеон Орда
- Съвременно състояние